# ماكسيميليان موسر
ماكسيميليان موسر (بالألمانية: Maximilian Moser)‏ (21 فبراير 1997 بالنمسا - ) هو لاعب كرة قدم نمساوي في مركز الدفاع. لعب مع SC Austria Lustenau ‏.

## وصلات خارجية
- ماكسيميليان موسر على موقع قاعدة بيانات كرة القدم.إي يو (الإنجليزية)
- ماكسيميليان موسر على موقع عالم كرة القدم.نت (الإنجليزية)